# Kátya Tompos
Katalin "Kátya" Tompos (Budapeste, 13 de março de 1983 – Budapeste, 31 de maio de 2024), foi uma cantora e atriz húngara. 
Ela representaria a Hungria no Festival Eurovisão da Canção 2009, com a música "Magányos csónak", música que fez parte da trilha sonora do filme Valami Amerika 2 do diretor Gabor Herendi, onde ela também contribuiu com mais duas canções da trilha sonora. Entretanto, ela desistiu de sua participação dias depois, alegando compromissos no meio teatral.
Tompos declarou, na sua desistência, que "Percebi que a preparação para o Festival Eurovisão da Canção requer mais energia e tempo do que poderia dedicar-lhe. Tudo o que eu faço, sempre quero dar o meu melhor. Por isso decidi desistir de me apresentar no Festival da Canção e dedicar-me inteiramente ao teatro" e que "a Hungria deveria ser representada no Festival Eurovisão da Canção por alguém que consiga concentrar-se a 100% na música", informando que estava trabalhando em quatro peças teatrais e vários filmes. Ela fora escolhida em substituição ao cantor Márk Zentai, eliminado porque sua música havia sido lançada antes do prazo.

## Morte
Ela descobriu estar com câncer em 2019 e, graças à ajuda do companheiro médico, passou a lutar contra a doença.
No dia 9 de maio uma fundação húngara divulgou uma campanha de arrecadação de fundos para o tratamento da atriz e cantora, onde informava que "Kátya Tompos não é vista em teatros ou salas de concerto há dois anos e também desapareceu da mídia. A razão para isso foi um câncer" e que "as atuais fases do seu tratamento médico no estrangeiro não são financiadas pelo Estado, os custos incorridos até agora já consumiram os recursos e reservas financeiras de Kátya, bem como o valor anteriormente arrecadado pelos seus amigos" e anunciava que um evento arrecadatório seria realizado no Teatro Nacional de Szeged no dia 25 daquele mês.
Os valores do tratamento na Alemanha foi arrecadado, mas seu quadro teve uma piora e ela foi mantida em um hospital do país natal, recebendo doses de morfina para suportar as dores que sentia, vindo a morrer na manhã da sesta-feira, dia 31 de maio de 2024.
Já consciente de que não iria sobreviver, Kátya chegou a prever um outro destino aos recursos para seu tratamento. A imunoterapia especial que precisava não tinha tratamento na Hungria, por ser uma forma rara de câncer. A artista manteve sua condição em segredo.